# 島田大助
島田 大助（しまだ だいすけ、1963年 6月26日- ）は、日本の近世文学研究者。主として噺本他の舌耕文芸を研究。広島県出身。

## 略歴
1987年青山学院大学文学部日本文学科卒業、1993年同大学院文学研究科日本文学・日本語専攻博士課程単位取得満期退学、2014年「近世はなしの作り方読み方研究 はなしの指南書」で青山学院大学文学博士。2002年豊橋創造大学経営学部助教授、07年准教授、13年教授。2020年現在、安田女子大学文学部日本文学科、教授。

## 著書
- 『江戸文学と出版メディア―近世前期小説を中心に』  冨士昭雄・編 2001年
- 『よみがえる講談の世界 水戸黄門漫遊記』三代目旭堂小南陵共編 国書刊行会 2006年
- 『講談と評弾 伝統話芸の比較研究』 木越治・編 八木書店 2010年
- 『近世はなしの作り方読み方研究 はなしの指南書』新葉館出版 2013年